# Język scots
Język scots (Lallans, Lowland Scots) – język zachodniogermański (rodzina indoeuropejska), którym posługuje się prawdopodobnie około 1,5 mln mieszkańców Szkocji.
Wywodzi się on z dialektów północnoangielskich, jest zatem bardzo blisko spokrewniony z angielskim. Pojawiają się jednak rozbieżne głosy co do tego, czy jest to rzeczywiście odrębny język, czy też dialekt języka angielskiego. Za jego odrębnością socjolingwistyczną przemawia fakt, że w mowie tej powstała bogata literatura szkocka. Ponadto w wiekach XIV–XVI język scots był oficjalnym językiem Królestwa Szkocji.
Połączenie Szkocji z Anglią unią personalną, a później realną, doprowadziło do anglicyzacji regionu i umniejszenia roli języka szkockiego. Prawdopodobnie, gdyby Szkocja zachowała swoją niezależność, można by z większą pewnością mówić o „języku szkockim”, tak jak to się stało z norweskim, który uważano w XIX wieku za dialekt języka duńskiego. Świadczy to o roli utrzymania państwowości w rozwoju i statusie języka. Współcześnie wielu językoznawców skłania się ku stanowisku, że „język szkocki” jest raczej grupą powiązanych ze sobą dialektów języka angielskiego.
W ostatnich latach, w związku z utworzeniem Parlamentu Szkocji, zwiększa się rola języka szkockiego.
Można wyróżnić 4 główne dialekty szkockiego:
- lallans – dialekt regionu Central Lowlands, najczęściej używany w literaturze,
- dorycki (Doric) – dialekt Aberdeen i północnowschodniej Szkocji,
- dialekt Orkadów i Szetlandów,
- ulsterski – dialekt potomków szkockich osadników w Irlandii Północnej.

Ponadto można wyróżnić kilka lokalnych odmian tych dialektów, najczęściej zanglicyzowanych form dialektu lallans, którymi mówi się w Edynburgu, Glasgow czy Dundee.
Obecnie z ponad 1,5 mln posługujących się tym językiem, tylko nieliczni posługują się czystym szkockim; pozostali mówią raczej formami mieszanymi szkockiego i angielskiego.
Przykłady wyrażeń w języku szkockim:
Wiesz, kobieto?
D'ye ken, hen? (dialekt z Glasgow)
Div ye ken, quine? (dialekt dorycki)
W języku szkockim powstała powieść Irvine'a Welsha Trainspotting, na podstawie której nakręcono film pod tym samym tytułem (tam jednak bohaterowie posługiwali się językiem bardziej zbliżonym do angielskiego).